# 田靖線
田靖線（でんせいせん）は、広西チワン族自治区百色市田東県の南昆線の田東駅から、徳保県にある徳保駅を経由して、靖西県にある靖西駅に至る鉄道である。全長112 km、設計速度120 km, 単線電化区間である。主に貨物を取り扱うが、旅客も営業している。
田東駅から徳保駅の区間72.6 kmは2007年5月に着工し、2010年7月23日に開通した（田徳線）。徳保駅から靖西駅の区間39.9 kmは2010年2月に着工し、2013年5月に貨物運輸を開始し、2016年1月29日に旅客輸送を開始した（徳靖線）。